# Cléber Eduardo Arado
Cléber Eduardo Arado (sinh ngày 11 tháng 10 năm 1972) là một cầu thủ bóng đá người Brasil.

## Sự nghiệp câu lạc bộ
Cléber Eduardo Arado đã từng chơi cho Kyoto Purple Sanga.

## Thống kê câu lạc bộ

### J.League
| Đội                | Năm       | J.League | J.League | J.League Cup | J.League Cup | Tổng cộng | Tổng cộng |
| Đội                | Năm       | Trận     | Bàn      | Trận         | Bàn          | Trận      | Bàn       |
| ------------------ | --------- | -------- | -------- | ------------ | ------------ | --------- | --------- |
| Kyoto Purple Sanga | 1997      | 10       | 1        | 6            | 2            | 16        | 3         |
| Tổng cộng          | Tổng cộng | 10       | 1        | 6            | 2            | 16        | 3         |